# Midnight Sun (roman)
Midnight Sun (titre original : Midnight Sun) est un roman fantastique américain de Stephenie Meyer. Contrechamp du premier tome de la saga littéraire Twilight, Fascination qui racontait l'amour impossible entre Bella Swan, une humaine, et Edward Cullen, un vampire, du point de vue de Bella. Midnight Sun raconte les mêmes événements du roman Fascination mais du point de vue d'Edward.

## Présentation
L'histoire de Midnight Sun reprend la même trame narrative que le roman Fascination, sauf qu'elle est développée du point de vue d'Edward Cullen. On a accès à ses réflexions, celles de tout son clan et également les personnages secondaires qui ici jouent un rôle essentiel. 
Le livre qui le précède est Révélation. Il n'y a pour le moment aucun autre projet qui suit. Il faut cependant faire attention sur la chronologie fictive : Midnight Sun est en effet au même niveau chronologique que Fascination, et le suivant est Tentation.
- Le brouillon[1] est disponible sur le site internet de l'autrice.
- Comme pour tous ses livres, Stephenie Meyer compose une playlist qui l'inspire[2].

## Historique

### Publication non autorisée des premiers chapitres en 2008
En 2008, à la suite d'une fuite, les douze premiers chapitres ont été diffusés sur Internet sans l'autorisation de l'auteure. Stephenie Meyer a alors décidé de suspendre son écriture pour une durée indéterminée, malgré le tollé des fans.
Ainsi, en novembre 2008, elle l'expliquait elle-même : « Le manuscrit qui a été mis illégalement sur Internet fut livré à des personnes de confiance pour une bonne raison. Je n'ai pas de commentaires à faire, au-delà de ce que je crois, qu'il n'y avait pas d'intention de nuire à la distribution. »
Les hypothèses actuelles balançaient entre l'arrêt est définitif, pour cause d'inspiration en panne, ou des négociations, qui seraient actuellement en cours avec l'éditeur - Hachette USA - pour renégocier le contrat à la hausse, eu égard aux excellentissimes résultats qu'a connus l'éditeur grâce à elle.
Une pétition, qui avait été lancée pour que Stephenie Meyer continue l'écriture de Midnight Sun, est disponible sur Internet, et déjà près de 388 206 personnes dans le monde l'ont déjà signée (bien qu'on observe une petite chute des signatures, passant sous la barre des 1000 par jour).
Lors d’une conférence de presse à Beverly Hills, début novembre 2008, Meyer avait révélé qu’elle n’avait pas abandonné définitivement l’idée d’achever Midnight Sun, livre qui réécrirait le premier tome de la série du point de vue d’Edward.
« Les gens vont l’oublier […] Et ce sera le moment où j’y reviendrai furtivement et lui donnerai sa chance à nouveau » a déclaré l’auteur de la série, qui est ensuite revenue sur ce que l'incident survenu quelques semaines plus tôt avec la mise en ligne non autorisée d’une partie du manuscrit provisoire, signifiait pour elle et son travail. « Cela s’inscrit dans ma méthode de travail. Selon moi, pour véritablement écrire une histoire – comme je le disais auparavant – je ne peux penser à ce que les autres veulent et pensent, ni quel chemin mon texte prendra ou ce que j’en attends. Parce que c’est paralysant de le faire. Vous ne pouvez littéralement pas mettre un mot sur la page. J’ai besoin d’être vraiment seule avec une histoire. »

### Parution
Le 4 mai 2020 il est annoncé que Midnight Sun sera officiellement publié le 4 août 2020. La maison d'édition, Hachette, a du très vite réimprimer de nombreux exemplaires pour répondre à la demande.   
Si depuis 2008 Stephenie Meyer n'avait donné aucune indication quant à la poursuite de son roman, en 2016 elle a mis à jour la page de son site web et a décrit longuement sa démarche.
« J'avais prévu initialement de le partager entièrement sur mon site web, mais j'ai changé d'avis pour deux raisons, la principale étant que la version d'Edward est bien plus longue que celle de Bella - Edward analyse tout. Je n'en suis même pas à la moitié qui compte pas loin de trois cent pages. La deuxième raison pour laquelle j'ai changé d'avis est un peu sotte - j'aimerais tellement pouvoir poser une jolie version achevée et reliée de Midnight Sun aux côtés de Twilight au dessus de mon bureau. Je vais donc tenter de le faire publier en tant que roman complémentaire à Twilight. Ça devrait prendre un moment car je ne peux m'y atteler qu'entre deux boulots d'édition, mais j'ai bon espoir qu'un jour je pourrai voir Midnight Sun dans les rayonnages des librairies aux côtés de Twilight, New Moon, Eclipse, et cætera. (Renforçant ma conviction que Midnight Sun mérite d'être publié vu l'expression sur le visage de ma mère après avoir lu les onze premiers chapitres - elle a trouvé ça magique et m'a encouragé à continuer.) ».
On peut donc se montrer optimiste quant à la parution de ce roman. Stephenie Meyer ayant également mentionné Midnight Sun dans la préface de son roman《À la vie, à la mort, Twilight réinventé》qui est sorti en édition spéciale pour les 10 ans de Twilight. Cependant, elle n'assure pas qu'elle retranscrira tous les tomes de la saga du point de vue d'Edward Cullen, car d'après l'auteure c'est un personnage complexe à traduire. Midnight Sun pourrait être un one shot.